# 5-MeO-DMT
La 5-MeO-DMT ou 5-méthoxy-diméthyltryptamine est une substance psychotrope puissante (souvent synthétique) utilisée comme drogue. Elle est considérée comme un stupéfiant dans certains pays.

## Historique
Elle fut synthétisée pour la première fois en 1936.

## Chimie
La 5-MeO-DMT est un dérivé de la tryptamine (composé aromatique), dans lequel
- les atomes d'hydrogène à l'extrémité de la chaîne carbonée sont remplacés par des groupements méthyle (comme dans la DMT) ;
- l'atome d'hydrogène d'un des atomes de carbone du cycle aromatique carboné est remplacé par un groupement méthoxyle (-O-CH3).

Elle a pour formule semi-développée CH3-O-C8H5N-(CH2)2-N(CH3)2.

## Usage médical
L'utilisation de cette molécule à des fins thérapeutiques fait l'objet de recherches,. Elle pourrait notamment aider les toxicomanes à réduire leur dépendance de certaines drogues addictives, comme la cocaïne ou l'héroïne.

### Développement clinique
La 5-MeO-DMT est étudiée et développée pour ses potentiels effets thérapeutiques chez les patients souffrant de dépression résistante (DR). Une étude clinique sur des volontaires sains a été réalisée par GH Research. Une nouvelle étude est en cours sur des patients souffrant de DR.

## Usage traditionnel
Son usage pour ses propriétés psychotropes remonte à plusieurs millénaires,,.
En effet, elle est présente à l'état naturel dans de nombreuses plantes, dont certaines entrent dans la composition de préparations hallucinogènes artisanales comme le breuvage ayahuasca ou la poudre à priser yopo qui sont utilisés lors de cérémonies rituelles.
La 5-MeO-DMT existe aussi à l'état naturel dans le venin d'un crapaud (le Bufo alvarius) des plaines du désert de Sonora aux États-Unis.  Lorsque ce venin est fumé, ses toxines sont neutralisées, mais la 5-MeO-DMT reste active.

## Usage détourné et récréatif
La 5-MeO-DMT est un produit apparenté à la DMT, avec laquelle elle partage les modes de consommation (essentiellement fumé), la rapidité de l'effet et sa courte durée.
La sensation est celle d'une disparition de la réalité environnante qui est souvent décrite comme un « trou noir » ou un « vide ». Des expériences de mort imminente sont également relatées, comme pour la DMT.
La dose est également de plus faible quantité, environ 10 milligrammes lorsque la 5-MeO DMT est fumée.

## Molécule voisine
Elle est souvent confondue ou vendue pour de la DMT.